# Laaggelegeerd staal met hoge sterkte

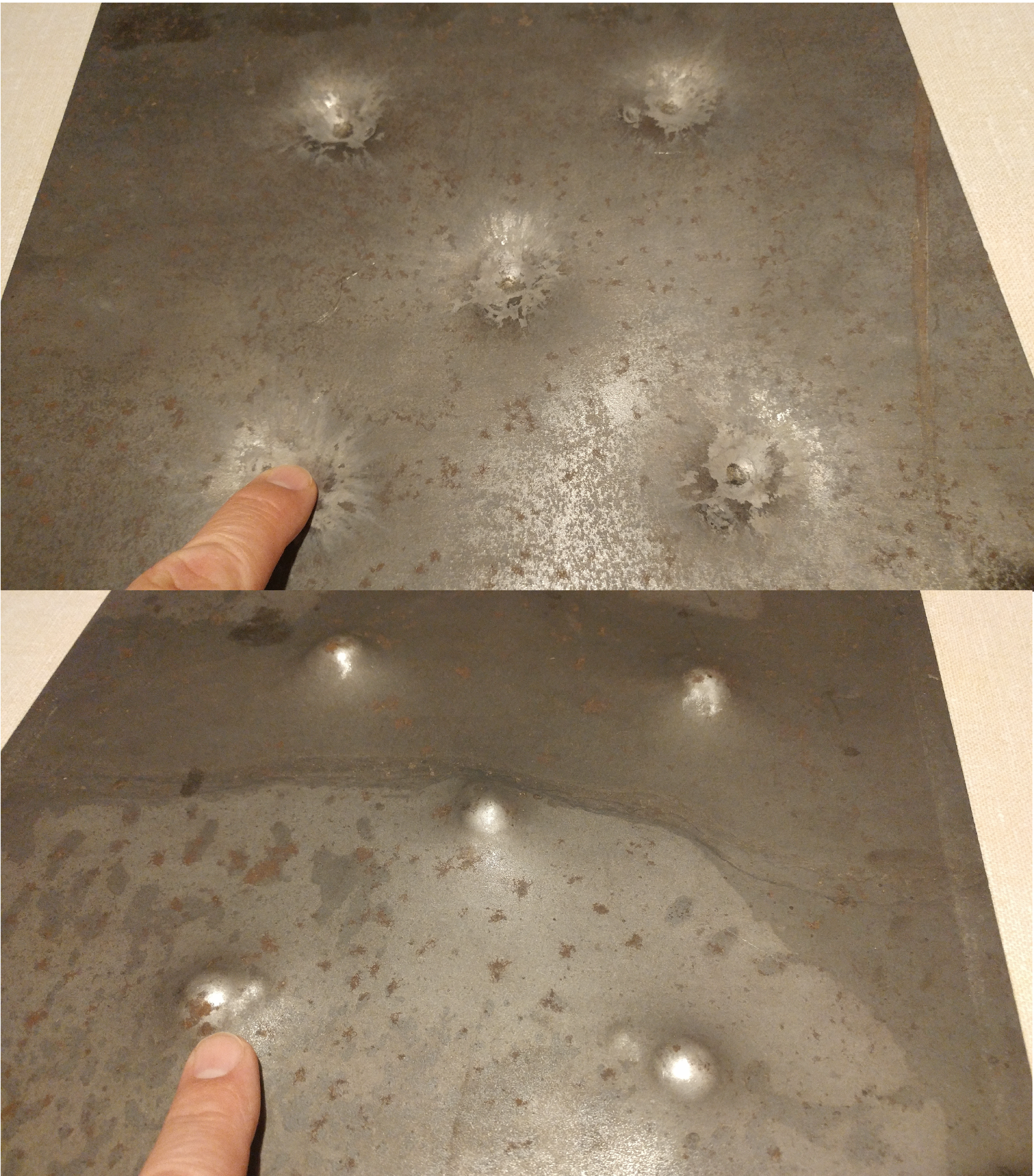
Boven- en onderkant van een plaat uit HSLA-staal na plastische deformatie door ballistiek-testen. De hoge sterkte zorgt voor een kleinere rek bij deformatie.

Laaggelegeerd staal met hoge sterkte, afgekort met HSLA-staal of HTSS van het Engelse High-Strength Low-Alloy steel en High Tensile Strength Steel, zijn een groep van relatief sterk en laaggelegeerd staal-soorten.
In vergelijking met andere (koolstof)stalen heeft HSLA-staal relatief een hoge sterkte, goede lasbaarheid en hoge bestendigheid tegen corrosie door de atmosfeer. Het wordt veel toegepast in de offshore-industrie voor gaspijpleidingen, schepen, constructies en opslagtanks op zee.
De vloeigrens ligt rond de 350-560 MPa. Het koolstofgehalte ligt erg laag tussen de 0,05 en 0,25%. Het staal dankt zijn hoge strekte aan de microstructuur met zeer fijne korrels, welke zijn verkregen door toevoeging van kleine, gecontroleerde hoeveelheden niobium (Nb), titanium (Ti) of vanadium (V) door de staallegering te mengen. Deze legeringselementen remmen de fasetransformatie naar austeniet tijdens het bewerkingsproces op hoge temperaturen door de uitscheiding van carbiden. Door het controleren van de temperatuur tijdens verdere bewerkingsprocessen en warmtebehandelingen wordt een zeer fijne korrelstructuur verkregen. Deze zeer kleine korrelgroottes zorgen voor een hoge sterkte, zoals beschreven in de Hall-Petchrelatie. Deze manier van versterken wordt korrelgrens-harden genoemd.

## Soorten HSLA-staal
- Weervast staal
  - Cortenstaal